# Myrna Darby
Myrna J. Darby (Connellsville, 10 de abril de 1908 – Nova Iorque, 26 de setembro de 1929) foi uma atriz, bailarina e showgirl norte-americana. 

## Biografia
Myrna nasceu na cidade de Connellsville, na Pensilvânia, em 1908. Fez sua estreia nos palcos na peça Abie's Irish Rose, de Anne Nichols. Aos 17 anos, mudou-se para Nova Iorque, onde ganhou um concurso de beleza de um jornal. Em junho de 1926, foi contratada por Florenz Ziegfeld Jr., enquanto atuava no Globe Theatre.
Considerada uma das mulheres mais bonitas a atuar no Ziegfeld Follies, Myrna participou de diversas produções no período, como em No Foolin', Whoopee, Rio Rita, Rosalie, The Three Musketeers e Follies. Em 1927, posou para uma campanha publicitária da marca de cigarros Lucky Strike, com suas colegas do Ziegfeld Girls Murrell Finley, Blanche Satchell e Jean Ackerman.
Em 1927, Myrna se apaixonou por um pianista casado, chamado George A. Walsh. Quando a esposa de George descobre o caso, ela pediu o divórcio e acusou Myrna de roubar seu marido. Na primavera de 1929, Myrna ficou noiva de um milionário britânico que se casou com outra mulher.

## Morte
Em julho de 1929, Myrna sofreu uma grave queimadura solar. Nos dois meses seguintes, sua saúde piorou e ela foi hospitalizada. Myrna morreu em 26 de setembro de 1929, aos 21 anos, provavelmente devido a um problema cardíaco. Foi sepultada no Cemitério de Woodlawn, no Bronx. Larry Fay, um contrabandista da era da Lei Seca em Nova Iorque, supostamente pagou suas contas hospitalares e despesas de funeral.